# 宮寺村
宮寺村（みやでらむら）は埼玉県の南西部、入間郡に属していた村。

## 地理
- 位置：武蔵野台地の狭山丘陵北麓。古多摩川の扇状地、主に立川面に面し、北部段丘上は下末吉面（金子台）。
- 河川：不老川

## 歴史
史料上は南北朝時代以降に宮寺郷の名があり，宮寺村から隣接する三ヶ島村にかけてに比定されている。戦国時代には小田原北条氏の支配下にあった。徳川幕府初期に中野・荻原・小ケ谷戸・大森・坊・矢寺（以上が後の宮寺村）・二本木（宮寺村および元狭山村）・富士山・駒形・高根（元狭山村）・糀谷（三ヶ島村）の11ヶ村に分かれたという。旗本領であった。
- 1875年（明治8年） 宮寺郷のうち小ヶ谷戸村、坊村、二本木村坂部上知、荻原村、中野村、大森村、矢寺村及び宮寺新田、宮野新田が合併して宮寺村となる。
- 1889年（明治22年）4月1日 町村制施行においては、それまでの宮寺村がそのまま継承され入間郡宮寺村となる。
- 1956年（昭和31年）9月30日 豊岡町、金子村、藤沢村、宮寺村、西武町の一部（旧東金子村）が合併し武蔵町が新設される。

## 神社・仏閣
- 出雲祝神社